# Могрен (футбольный клуб)
«Мо́грен» (черног. Могрен / Mogren) — черногорский футбольный клуб из города Будва. Выступает в Первой лиге чемпионата Черногории. Основан в 1920 году. Дважды Чемпион Черногории (2008/09, 2010/11), обладатель Кубка Черногории (2007/08).

## История
Клуб был основан в 1920 году под названием «ФК Будва». В 1991 году клуб получил текущее название. 

Со времени создания Первой лиги Черногории по футболу в 2006 году ни разу не спускался в низшие дивизионы.

## Стадион
Домашние матчи проводит на стадионе «Лугови», вмещающем 4 000 человек. В ближайшее время планируется реконструкция стадиона, после которой его вместимость увеличится до 15 000 человек.

## Достижения в национальных первенствах
Команда дважды становилась чемпионом Первой лиги Черногории по футболу. Также команда выиграла Кубок Черногории в сезоне 2007-08.

### Чемпионат Черногории по футболу
| сезон   | результат |
| ------- | --------- |
| 2006/07 | 5-е место |
| 2007/08 | 3-е место |
| 2008/09 | Чемпион   |
| 2009/10 | 3-е место |
| 2010/11 | Чемпион   |
| 2011/12 | 4-е место |

### Кубок Черногории по футболу
| сезон   | результат   |
| ------- | ----------- |
| 2006/07 | 1/16 финала |
| 2007/08 | Победитель  |
| 2008/09 | 1/4 финала  |
| 2009/10 | 1/16 финала |
| 2010/11 | финал       |
| 2011/12 | 1/4 финала  |

## Выступление в еврокубках

### Лига Чемпионов УЕФА
| Сезон     | Раунд | Клуб       | Дома | На выезде | Итог |
| --------- | ----- | ---------- | ---- | --------- | ---- |
| 2009/2010 | К1    | Хибернианс | 4:0  | 2:0       | 6:0  |
| 2009/2010 | К2    | Копенгаген | 0:6  | 0:6       | 0:12 |
| 2011/2012 | К2    | ПФК Литекс | 1:2  | 0:3       | 1:5  |

### Лига Европы УЕФА (Кубок УЕФА)
| Сезон     | Раунд | Клуб                 | Дома | На выезде | Итог |
| --------- | ----- | -------------------- | ---- | --------- | ---- |
| 2008/2009 | К1    | Хапоэль Кирьят Шмона | 0:3  | 1:1       | 1:4  |
| 2010/2011 | К1    | УЭ Санта-Колома      | 2:0  | 3:0       | 5:0  |
| 2010/2011 | К2    | Маккаби Тель-Авив    | 2:1  | 0:2       | 2:3  |

### Общая таблица
| Соревнование             | Матчей | Победы | Ничьи | Поражения | Мячей забито | Мячей пропущено |
| ------------------------ | ------ | ------ | ----- | --------- | ------------ | --------------- |
| Лига чемпионов           | 6      | 2      | 0     | 4         | 7            | 17              |
| Лига Европы (Кубок УЕФА) | 6      | 3      | 1     | 2         | 8            | 7               |
| Всего                    | 12     | 5      | 1     | 6         | 15           | 24              |